# Thống kê Giải vô địch bóng đá châu Âu 2016
Sau đây là số liệu thống kê của Giải vô địch bóng đá châu Âu 2016.

## Danh sách cầu thủ ghi bàn
6 bàn
- Antoine Griezmann

3 bàn
- Olivier Giroud
- Dimitri Payet
- Cristiano Ronaldo
- Nani
- Álvaro Morata
- Gareth Bale

2 bàn
- Romelu Lukaku
- Radja Nainggolan
- Ivan Perišić
- Mario Gómez
- Balázs Dzsudzsák
- Birkir Bjarnason
- Kolbeinn Sigþórsson
- Robbie Brady
- Graziano Pellè
- Jakub Błaszczykowski
- Bogdan Stancu
- Hal Robson-Kanu

1 bàn
- Armando Sadiku
- Alessandro Schöpf
- Toby Alderweireld
- Michy Batshuayi
- Yannick Carrasco
- Eden Hazard
- Axel Witsel
- Nikola Kalinić
- Luka Modrić
- Ivan Rakitić
- Tomáš Necid
- Milan Škoda
- Eric Dier
- Wayne Rooney
- Daniel Sturridge
- Jamie Vardy
- Paul Pogba
- Jérôme Boateng
- Julian Draxler
- Shkodran Mustafi
- Mesut Özil
- Bastian Schweinsteiger
- Zoltán Gera
- Zoltán Stieber
- Ádám Szalai
- Jón Daði Böðvarsson
- Gylfi Sigurðsson
- Ragnar Sigurðsson
- Arnór Ingvi Traustason
- Wes Hoolahan
- Leonardo Bonucci
- Giorgio Chiellini
- Éder
- Emanuele Giaccherini
- Gareth McAuley
- Niall McGinn
- Robert Lewandowski
- Arkadiusz Milik
- Éder
- Ricardo Quaresma
- Renato Sanches
- Vasili Berezutski
- Denis Glushakov
- Ondrej Duda
- Marek Hamšík
- Vladímir Weiss
- Gerard Piqué
- Nolito
- Admir Mehmedi
- Fabian Schär
- Xherdan Shaqiri
- Ozan Tufan
- Burak Yılmaz
- Aaron Ramsey
- Neil Taylor
- Ashley Williams
- Sam Vokes

phản lưới nhà
- Birkir Már Sævarsson (trong trận gặp Hungary)
- Gareth McAuley (trong trận gặp Wales)
- Ciaran Clark (trong trận gặp Thụy Điển)

Nguồn: UEFA

## Đội hình tiêu biểu
UEFA đã công bố đội hình tiêu biểu nhất của Euro 2016.
| Thủ môn      | Hậu vệ                                               | Tiền vệ                                                           | Tiền đạo          |
| ------------ | ---------------------------------------------------- | ----------------------------------------------------------------- | ----------------- |
| Rui Patrício | Jérôme Boateng Joshua Kimmich Raphaël Guerreiro Pepe | Antoine Griezmann Dimitri Payet Toni Kroos Joe Allen Aaron Ramsey | Cristiano Ronaldo |

### Giải thưởng
Chiếc giày Vàng
 Antoine Griezmann - 6 bàn, 2 kiến tạo (thi đấu 555 phút)
Chiếc giày Bạc
 Cristiano Ronaldo - 3 bàn, 3 kiến tạo (thi đấu 625 phút)
Chiếc giày Đồng
 Olivier Giroud - 3 bàn, 2 kiến tạo (thi đấu 465 phút)
Cầu thủ xuất sắc nhất
 Antoine Griezmann
Cầu thủ trẻ xuất sắc nhất
 Renato Sanches

### Tiền thưởng
Ban tổ chức giải vô địch bóng đá châu Âu 2016 đã chính thức công bố mức thưởng cho các đội tuyển tham dự giải đấu này như sau:
- Vô địch: €8 triệu[6]
- Á quân: €5 triệu[6]
- Lọt vào bán kết: €4 triệu[6]
- Lọt vào tứ kết: €2.5 triệu[6]
- Lọt vào vòng 16 đội: €1.5 triệu[6]
- Thắng 1 trận ở vòng bảng: €1 triệu[6]
- Hòa 1 trận ở vòng bảng: €500,000[6]

## Phạt đền
Thành công
- Tomáš Necid (trong trận Cộng hòa Séc–Croatia)
- Wayne Rooney (trong trận Anh–Iceland)
- Antoine Griezmann (trong trận Đức–Pháp)
- Gylfi Sigurðsson (trong trận Iceland–Hungary)
- Robbie Brady (trong trận Pháp–Cộng hòa Ireland)
- Leonardo Bonucci (trong trận Đức–Ý)
- Bogdan Stancu (trong 2 trận Pháp–România và România–Thụy Sĩ)

Thất bại
- Aleksandar Dragović (trong trận Iceland–Áo)
- Mesut Özil (trong trận Đức–Slovakia)
- Cristiano Ronaldo (trong trận Bồ Đào Nha–Áo)
- Sergio Ramos (trong trận Croatia–Tây Ban Nha)